# Garde personnelle du chef de l'État
 (janvier 2015).
La garde personnelle du chef de l'État, aussi appelée Garde du Maréchal est une unité de gendarmerie chargée de la sécurité personnelle de Philippe Pétain, chef du régime de Vichy de 1940 à 1944.

## Historique
Avec le transfert du gouvernement à Vichy et la disparition de la Garde républicaine rattachée à la Préfecture de police, sa création fut décidée par la direction de la gendarmerie en octobre 1940. 
L’ordre de constituer un détachement d’escorte spécifique pour le président du Conseil, Paul Reynaud fut donné le 9 juin 1940 au commandant du GRM (groupe spécial de Garde républicaine mobile) de Satory qui, préalablement, prélevait à la demande le peloton motocycliste sur ses effectifs. Lorsque le maréchal Pétain remplaça Paul Reynaud démissionnaire, en juin 1940, le détachement temporaire d’escorte fut naturellement attaché à sa personne et l’accompagna de Bordeaux à Clermont-Ferrand, puis à Vichy. Le capitaine Delmas, commandant le détachement, appelé à d’autres fonctions, remit le 12 août 1941 au capitaine Huet le commandement de la compagnie de la Garde personnelle du chef de l’État, ainsi constituée.
Après la dissolution de l’Armée d'Armistice, des besoins nouveaux apparurent. Les effectifs furent déclarés insuffisants. Le 1er octobre 1942, fut créé le corps de la Garde personnelle du chef de l’État réunissant la compagnie de Garde composée de cinq pelotons à pied et d’un peloton motocycliste, auxquels sera ajouté en décembre un sixième peloton à pied, soit un effectif total de 300 hommes, et la Musique de La Garde, les deux placées directement sous les ordres du colonel Barré qui cumulera ses anciennes fonctions de commandant militaire du cabinet et celles de commandant de La Garde personnelle. 
Par arrêté du 30 décembre 1942, le chef du Gouvernement donna au corps de la Garde le titre de Légion de La Garde personnelle du chef de l’État, et fixa son effectif à 1172 officiers, gradés et gendarmes. Les mutations d’officiers furent prononcées le 15 février 1943. Le capitaine Huet, commandant de l’ancienne compagnie de la Garde personnelle prit ses fonctions d’adjoint au colonel, chef de Corps. Le chef du Gouvernement annula l’arrêté du 30 décembre 1942 et signa le 21 février 1943 un nouvel arrêté ramenant les effectifs de la Garde personnelle à 460 hommes, musiciens compris. La Légion était amputée d’un groupe, le poste de capitaine adjoint fut supprimé. 
La Garde ne participera ni à des opérations de police ni à des opérations de maintien de l'ordre. Dès 1943, des officiers et gardes rejoindront la Résistance clandestinement tout en continuant leur service comme le lieutenant Frumin, qui renseignera le réseau Alliance. Il sera arrêté, torturé puis déporté comme le capitaine Delmas et assassiné. La Gestapo et les miliciens se méfient de la Garde. 
En août 1944, la quasi-totalité de la Garde rejoindra les maquis au col de la Plantade (groupe "Didier", FFI de l'Allier) ou la Garde du commandant Victoire.
Quatre gardes (l'adjudant-chef Lordereau et les gendarmes Dourneaud, Arnauné et Schmeltz) seront fusillés par les Allemands à Billy, Allier, une stèle leur rend hommage. Pendant les combats de la Libération, 8 militaires de la Garde trouvent la mort et 11 sont blessés.
La Garde est dissoute par arrêté du 9 septembre 1944.

## Organisation
Composée à l'origine de 6 officiers et 170 sous-officiers, elle comprend :
- 4 compagnies de 40 hommes
- un peloton motocycliste d’escorte (40 hommes) équipé de moto Gnome et Rhône X40
- une musique créée par décret du 17 juillet 1942 un chef de musique Pierre Dupont[5] et 83 musiciens.

Sortie des effectifs de La Garde mobile, cette unité qui prit naissance officiellement le 1er novembre 1940, est ainsi officiellement dissimulée aux Allemands, ne figurant plus sur les listes de l’armée d'Armistice. Elle est rattachée directement à la Gendarmerie départementale par la 13e Légion, et en porte la tenue et les insignes. L’armement de l’unité est constitué du fusil à baïonnette rentrant dans le fût (fusil MAS Mle 1936), du pistolet 7,65 mm et du pistolet mitrailleur MAS 1938. 
Elle dispose dans un premier temps de quarante puissantes motos sorties des matériels de Satory, puis d’engins de complément récupérés dans diverses formations de l’Armée. Le renouvellement de la dotation motorisée du peloton d’escorte par un matériel neuf s’imposait, les motocyclettes en service ne possédant pas la puissance et la souplesse nécessaires pour rouler à l’allure normale des cortèges officiels. Le 2 avril 1941, la Direction générale de la Gendarmerie acceptait le principe de la motocyclette Gnome-Rhône de 750 cm3. Le prototype de ce véhicule fut achevé en octobre 1941[réf. nécessaire].
Ce peloton d’escorte fut ensuite intégré à la compagnie de Garde personnelle du chef de l’État qui était en cours de constitution à Riom, et qui prit définitivement ses quartiers à Vichy le 31 janvier 1941. Les hommes en étaient recrutés parmi les gardes et gendarmes remplissant les conditions suivantes : taille minimum d'1,75 m, décorations obligatoires (Médaille militaire ou Croix de guerre), bonnes notes, conduite irréprochable, présentation militaire impeccable, allure dégagée et enfin résistance physique à toute épreuve. 
Administrativement et disciplinairement, elle dépendait du colonel commandant la 13e Légion de Gendarmerie, à la suite de laquelle elle était placée. Dans le service, elle était sous les ordres directs du secrétaire général du chef de l’État et du commandant militaire du cabinet, le colonel Barré. La Direction générale ordonna ultérieurement la création d’un cinquième peloton à pieds et d’une batterie de tambours et clairons.

## Uniforme
- Insigne : grenade surmontée des lettres E F État français avec la francisque
- Devise : Toujours fidèle
- Tenue de service d’ordre :  similaire à l’uniforme des unités blindées d’avant-guerre veston de cuir   casque des unités motorisées ou de char d'assaut avec visière en cuir, culotte de cheval,
- Garde d’honneur : bicorne, tunique à col droit

## Fonctions
Garde des résidences du chef de l’État : Hôtel du Parc, château de Charmeil puis château de Lonzat à Marcenat (Allier), protection et sécurité du chef de l’État, participation aux cérémonies, prise d’armes.